# Норвуд, Дейвид
Дейвид Роберт Норвуд (англ. David Robert Norwood; род. 3 октября 1968, Фарнворт) — английский шахматист, гроссмейстер (1989). Бывший капитан английской сборной по шахматам, с 2011 года представляет на соревнованиях Андорру.

## Биография
Родился в семье электрика, окончил Кибл-колледж (Оксфорд) в 1988, с 1991 работал в инвестиционном банке Bankers Investment Trust. Затем стал соучредителем Oxford Sciences Innovation, и был её генеральным директором с 2015 по 2019. Также являлся основателем IP Group. В 2001 переводил Федерации шахмат Великобритании денежные средства на развитие шахматных школ для детей, а в следующем году стал менеджером сборной Англии на шахматной олимпиаде в Бледе. В 2017 пожертвовал 1,9 миллиона фунтов стерлингов будущему центру инноваций в Оксфордском университете.
В 1985 победил на турнире в Лондоне, который проходил по круговой системе, а также занял 2-е место на мемориале Эйлин Тренмер в Брайтоне, в 1986 поделил 1-е место (вместе с Эриком Педерсеном (англ. Erik Pedersen)) в Лондоне. В 1987 поделил 2-е место (после Йозефа Клингера) в Цуге. В том же и в следующем году играл за сборную своей страны на чемпионате мира среди юношей до 20-ти лет. В 1988 опять победил в Лондоне (вместе с Сергеем Кудриным и Майклом Адамсом). В 1989 году был вторым (позади Патрика Волффа) в Торонто, а также поделил 2-е место (позади Майкла Адамса, вместе с Дэниелом Кингом и Джонатаном Местелем) на состоявшемся в Плимуте чемпионате Великобритании. В следующем году поделил 2-е место на турнире молодых мастеров в Океми (позади Илана Манора, вместе с Сергеем Тивяковым, Павелом Блатным и Збинеком Грачеком). 1992 стал одним из победителей на турнире по швейцарской системе в Калькутте (вместе с, в частности, Вишванатаном Анандом), два года спустя поделив в том же городе 2-е место (позади Сергея Тивякова, вместе с Энтони Майлсом и Йоргом Хиклем).
С 1996 участвует преимущественно в командных соревнованиях в Великобритании и Германии. В составе команды «Beeson Gregory 1» победитель британского чемпионата Шахматной лиги четырёх наций (4NCL) 2002 года. В составе сборной Андорры серебряный (2013) и бронзовый (2107) призёр турниров малых наций.
Некоторые партии играет в стиле гипермодернизма. Ведёт шахматную колонку в британской газете The Daily Telegraph, а также является автором нескольких книг о шахматах.

## Публикации
- Trends in King’s Indian Attack (1991);
- Winning with the Modern (1994);
- The Modern Benoni (1994);
- Advanced Chess (1995);
- «Daily Telegraph» Chess Puzzles (1995);
- «Daily Telegraph» Guide to Chess (1995).

## Изменения рейтинга
| Графики недоступны из-за технических проблем. См. информацию на Фабрикаторе и на mediawiki.org. |